# Okorág
Okorág é um município da Hungria, situado no condado de Baranya. Tem 11,85 km² de área e sua população em 2019 foi estimada em 154 habitantes.